# Леэви
Ле́эви (эст. Leevi) — деревня в волости Ряпина уезда Пылвамаа, Эстония.
До административной реформы местных самоуправлений Эстонии 2017 года входила в состав волости Вериора (упразднена).

## География и описание
Расположена в верхнем течении реки Леэви, на берегах реки Выханду, в 21 км к юго-западу от волостного центра — города Ряпина, и в 16 км к юго-востоку от уездного центра — города Пылва. Высота над уровнем моря — 64 метра.
Через деревню проходит шоссе Выру—Ряпина. На территории деревни расположено озеро Хелмъярв (1,7 Гектарга) и озеро Вийнакуаярв (2,1 га).
Климат умеренный. Официальный язык — эстонский. Почтовый индекс — 64231.

## Население
По данным переписи населения 2021 года, в Леэви насчитывалось 220 жителей, из них 210 (95,5 %) — эстонцы.
По данным переписи населения 2011 года в деревне проживали 212 человек, из них 205 (96,7 %) — эстонцы.
Численность населения деревни Леэви по данным переписей населения:
| Год  | 1959 | 1970  | 1979  | 1989  | 2000  | 2011  | 2021  |
| ---- | ---- | ----- | ----- | ----- | ----- | ----- | ----- |
| Чел. | 226  | ↗ 242 | ↗ 253 | ↗ 335 | ↘ 258 | ↘ 212 | ↗ 220 |

## История
В источниках 1525 и 1534 годов упоминается Leinenküll, 1561 года — Дер. Левикелъ, 1588 года — Liewika, 1627 года — Lawakuell, 1638 года — Lewy külla, 1684 года — Leefwe Kylla, 1839 года — Löweküll.
Леэви — это старинная деревня, подаренная дерптским епископом мелкому вассалу. C XVII века она принадлежала мызе Салисхоф (нем. Salishof, Саалузе, эст. Saaluse mõis), отсюда и её принадлежность к приходу Саалузе. В 1726 году Леэви стала самостоятельной мызой Левекюль (нем. Löweküll, эст. Leevi mõis). Рост населённого пункта, возникшего из Леэви, Вастсе-Койола и Паломыйза в начале XX века, в ходе административной реформы 1938 года привёл к образованию нового муниципалитета — волости Леэви. Эта волость просуществовала до 1950 года. В 1977 году поселение Леэви, созданное в 1920-е годы, после земельной реформы, получило статус деревни.
С 1928 года в бывшем главном здании мызы Левекюль стала работать Леэвиская 6-классная начальная школа. В 1965 году в ней насчитывалось 126 учеников, затем численность учащихся стала постоянно снижаться. В 1992 году школа стала основной.

Памятный камень 300-му полку 66-й стрелковой дивизии в Леэви. Ликвидирован в 2023 году

13—15 августа 1944 года отступающие немецкие и наступающие советские войска вели тяжёлые бои в лесу Леэви. После Второй мировой войны окрестности Леэви были территорией активной деятельности эстонских лесных братьев. 28 сентября 1978 года, пытаясь скрыться от преследовавших его оперативников КГБ, возле Леэви погиб последний «лесной брат» Эстонии, 69-летний Аугуст Саббе.
В 1977 году, в период кампании по укрупнению деревень с Леэви была объединена деревня Паломыйза (эст. Palomõisa, Пало, эст. Palo). На территории современной Леэви расположен центр бывшей мызы Ней-Койкель-Кирумпя (нем. Neu-Koiküll-Kirrumpäh, Вастсе-Койола, эст. Vastse-Koiola mõis).
В советское время на территории деревни был установлен памятный камень 300-му полку 66-й стрелковой дивизии с надписью «Здесь 13 августа 1944 года в жестоких боях солдаты и офицеры 66-й стрелковой дивизии 330-го полка разгромили превосходящие силы немецко-фашистских войск» (бывший объект культурного наследия). В протоколе от 30 ноября 2022 года рабочая группа по советским памятникам при Госканцелярии Эстонии признала памятник «красным монументом», подлежащим удалению из общественного пространства. Памятник был ликвидирован в 2023 году (см. Список советских военных памятников Эстонии).

## Инфраструктура
В деревне есть продуктовый магазин, в одном доме с ним работает Леэвиская ветеринарная клиника. Леэвиская основная школа была закрыта в 2006 году.
Расположенное в Леэви кладбище в 1997 году было внесено в Государственный регистр памятников культуры как  (площадь 1,76 га, действующее).

## Происхождение топонима
Немецкое написание имени Леви стало содержать в первом слоге букву ö только в XIX веке. Вероятно, это была новая интерпретация слова Löwe (эст. lõvi — «лев»). Происхождение топонима не совсем ясно. Наиболее вероятное происхождение — от личного имени, на это также может указывать старое окончание родительного падежа -n в названии Lewenküll. Для сравнения можно привести средневековые личные имена Leve Meell, Leweles. Это личное имя, вероятно, не связано с именем ветхозаветного пророка Левия, поскольку деревня могла так называться ещё до распространения христианства.